# Zimmer 483

Zimmer 483 (Camera 483) este al doilea album al formației germane de rock Tokio Hotel, publicat pe 23 februarie 2007.

## Tracklist
- 01.	Übers Ende Der Welt
- 02.	Totgeliebt
- 03.	Spring Nicht
- 04.	Heilig
- 05.	Wo Sind Eure Hände
- 06.	Stich Ins Glück
- 07.	Ich Brech Aus
- 08.	Reden
- 09.	Nach Dir Kommt Nichts
- 10.	Wir Sterben Niemals Aus
- 11.	Vergessene Kinder
- 12.	An Deiner Seite (Ich Bin Da)
- 13.	Durch Die Nacht